# Dick Wicksell
Dick Wicksell   (Uppsala, 16 de maig de 1963) és un antic pilot de motociclisme i automobilisme suec de renom internacional. Centrat especialment en la modalitat de l'enduro, al llarg de la seva carrera en va guanyar tres Campionats d'Europa de 250cc 2T (1987 a 1989) i tres de Suècia. També va obtenir dues victòries en la mateixa cilindrada, alhora que absolutes, als Sis Dies Internacionals d'Enduro (1987 i 1990) i va formar part de l'equip suec que va guanyar-hi el Trofeu tres anys: el 1985 a Alp, el 1990 a Västerås (Suècia) i el 1991 a Považská Bystrica, a l'antiga Txecoslovàquia. En motocròs, es va qualificar per a 15 Grans Premis del Campionat del món i va ser-ne subcampió de Suècia en les tres cilindrades (125, 250 i 500cc) malgrat no haver seguit mai cap campionat complet, ja que hi competia com a pilot de proves.
Pel que fa a l'automobilisme, Wicksell va competir també amb èxit en crosskart, ral·li i ral·licròs. Va guanyar tres campionats de Noruega i tres de Suècia de crosskart i va obtenir diverses victòries en ral·lis del campionat de Suècia.
El seu fill, Jimmy Wicksell, és també un conegut pilot d'enduro que competeix al campionat del món amb Beta.

## Palmarès

### Motociclisme
- 3 Campionats d'Europa d'enduro en 250cc 2T (1987-1989)
- 3 Victòries al Trofeu dels ISDE (1985, 1990-1991)
- 2 Victòries de classe i absolutes als ISDE (1987, 1990)
- 3 Campionats de Suècia d'enduro
- 3 Victòries a la Gotland Grand National
- 1 Victòria a la Novemberkåsan (1986)[7]
- 6 Victòries a l'"Onkel Tom" (Alemanya)

### Automobilisme
- 3 Campionats de Noruega de crosskart
- 3 Campionats de Suècia de crosskart
- 9 Victòries en ral·lis en classe 4WD A[2]
- 1 Victòria en ral·li en classe H4WD